# هاتساشن
هاتساشن (به ارمنی: Հացաշեն) یک روستا در ارمنستان است که در استان آراگاتسوتن واقع شده‌است. هاتساشن در ۵۹ کیلومتری شمال غرب آشتاراک، مرکز استان آراگاتسوتن واقع شده‌است.

## خصوصیات
هاتساشن ۳۰۴ نفر جمعیت دارد و در ارتفاع ۱۵۷۰ متر بالاتر از سطح دریا قرار گرفته‌است.
| سال   | ۱۸۷۳ | ۱۸۹۷ | ۱۹۲۶ | ۱۹۳۹ | ۱۹۵۹ | ۱۹۷۰ | ۱۹۷۹ | ۲۰۰۱ | ۲۰۰۴ |
| جمعیت | ۸۰   | ۱۸۰  | ۲۰۴  | ۵۸۰  | ۳۴۸  | ۳۳۳  | ۳۴۴  | ۳۰۴  | ۴۱۳  |